# Tommaso Minardi
Tommaso Minardi (Faenza, 4 dicembre 1787 – Roma, 12 gennaio 1871) è stato un pittore e docente italiano.

## Biografia

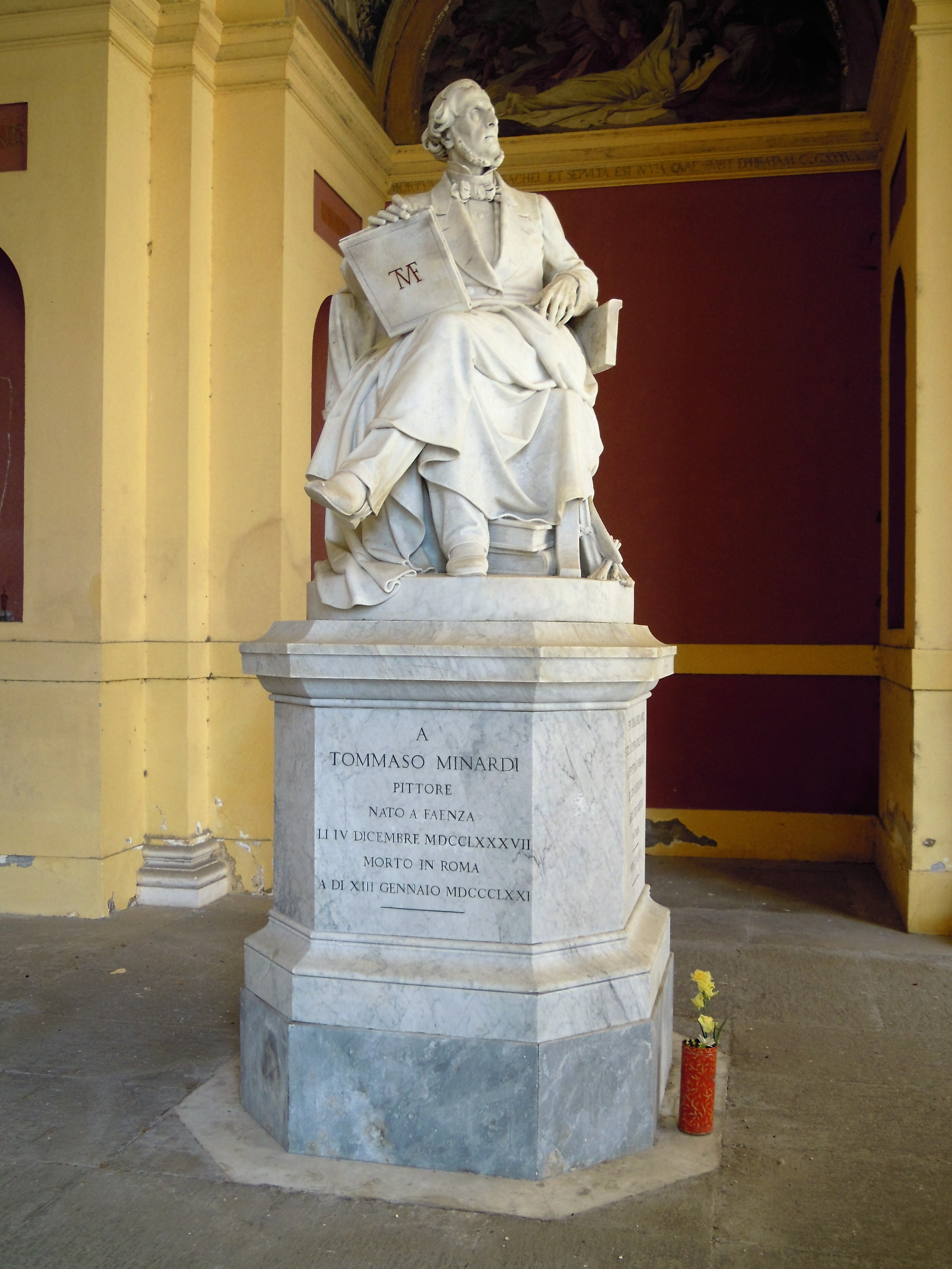
Monumento a Minardi nel cimitero del Verano di Roma

Studiò l'arte, e il disegno in particolare, presso la scuola privata di Giuseppe Zauli. Nel 1803 si trasferisce a Roma per proseguire gli studi artistici, grazie ad un sussidio, della durata di cinque anni, assegnatogli dalla Compagnia di San Gregorio; a testimonianza dei progressi compiuti, ogni anno era tenuto ad inviare a Faenza una sua opera. Nel 1810 vince un concorso istituito dall'Accademia di belle arti di Bologna e si garantisce di conseguenza un pensionato triennale a Roma, dove opererà per tutto l'arco della sua esistenza, relazionandosi con i personaggi più in vista della vita artistica e politica della città.
Cresce negli ambienti del neoclassicismo romano, frequentando Felice Giani, Vincenzo Morani e Vincenzo Camuccini, ma non viene completamente preso dal formalismo e dalla teatralità allora in voga. Non dipinge molto, ma in compenso disegna moltissimo e con singolare abilità, prediligendo temi letterari e storici.
Notevole la sua attività di insegnante: dal 1819 al 1822 è direttore dell'Accademia di Belle Arti di Perugia, dal 1821 al 1858 è professore di disegno presso l'Accademia di San Luca a Roma dove aveva lo studio in Piazza Venezia nel Palazzo Doria-Panfili.
Oltre ad insegnare, Minardi assume cariche pubbliche nell'ambito della tutela e restauro dell'immenso patrimonio artistico pubblico e privato della città. Col tempo Minardi vede rafforzarsi la propria autorevolezza: gli incarichi pubblici si fanno sempre più frequenti fino a consolidare la sua posizione di artista ufficiale del governo pontificio. Ininterrotta rimane la sua attività di maestro di più generazioni di artisti di ogni provenienza, fra cui Gaetano Palmaroli, Luigi Fontana, Paolo Mei, Ferdinando Cicconi, Antonio Pio).
Opere di Minardi sono conservate nelle gallerie d'arte di Faenza, Firenze e Roma, nella collezione d'arte della Cassa dei Risparmi di Forlì, al Museo Carandente, Palazzo Collicola - Arti visive di Spoleto e nell'archivio storico dell'Accademia di San Luca di Roma. Nelle biblioteche di Faenza e Forlì si possono trovare numerosi suoi disegni, taccuini e lettere.

## Opere
- Autoritratto nella camera da letto, Olio su tela, cm 37 × 33, Firenze, Uffizi
- Cena in Emmaus, Olio su tela, cm 54 × 65,5, Pinacoteca comunale, Faenza
- Ultima Cena, Olio su tela, cm 73 × 99,5, Pinacoteca comunale, Faenza
- Santa Elena Imperatrice, Olio su carta, cm 53 × 59, Pinacoteca comunale, Faenza

## Allievi
- Ludovico Prosseda
- Ferdinando Cicconi
- Gaetano Palmaroli
- Luigi Fontana
- Paolo Mei
- Giovanni Boldini
- Scipione Vannutelli
- Edoardo Mentasti (don)
- Gioacchino Altobelli (fotografo)
- Emma Gaggiotti Richards
- Giovanni Gallucci